# Suzanne Blanc
Pour les articles homonymes, voir Blanc (homonymie).
Suzanne Blanc, née à Springfield au Massachusetts en 1915 et morte en 1999, est une autrice américaine de roman policier.

## Biographie
Elle naît dans une famille juive d'origine russe. Son père, un pharmacien, né Neil Belensky, change son nom quand il émigre aux États-Unis. Sa mère, Elsie Terry Blanc, écrivait en Russie des livres pour une coopérative agricole.
En 1961, Suzanne Blanc publie son premier roman Feu vert pour la mort (The Green Stone), premier volet d’une trilogie mettant en scène Miguel Menendes, un inspecteur hispano-américain. L'année suivante le livre obtient l'Edgar du meilleur premier roman d'un auteur américain, tout en étant sélectionné pour la catégorie Meilleur roman, ce qui est unique, ainsi que le grand prix de littérature policière. Pour la traduction française, son nom est anglicisé en Susan Blanc.

## Œuvre

### Romans

#### SérieMiguel Menendes
- The Green Stone (1961) Publié en français sous le titre Feu vert pour la mort, Paris, Presses de la Cité, Un mystère no 605, 1962
- The Yellow Villa (1965)
- The Rose Window (1967)

#### Autre roman
- The Sea Troll (1969)

### Nouvelle
- The Hump in the Basement Publié en français sous le titre Une bosse de trop, Paris, Opta, Mystère magazine no 270, août 1970

## Prix et distinctions

### Prix
- Prix Edgar-Allan-Poe 1962 du meilleur premier roman d'un auteur américain pour The Green Stone[2]
- Grand prix de littérature policière 1962 pour Feu vert pour la mort[3]

### Nomination
- Prix Edgar-Allan-Poe 1962 du meilleur roman d'un auteur américain pour The Green Stone [2]